# Сталевий алхімік (аніме)
«Сталевий алхімік» (яп. 鋼の錬金術師, Hagane no Renkinjutsushi) — аніме-серіал від студії Bones та режисера Мідзусіми Сейдзі, заснований на однойменній манзі авторства Аракави Хірому. Аніме з 51 серії виходило в Японії на телеканалі MBS з жовтня 2003 по жовтень 2004.
Так само як і манґа, аніме розповідає історію братів Едварда та Алфонса Елріків. Вони шукають філософський камінь, щоб повернути втрачені частини своїх тіл після невдалої спроби воскресити свою матір. На момент створення аніме-адаптації, Аракава Хірому не встигла завершити манґу, тому від середини серіалу сюжет відрізняється і має оригінальне завершення. Серіал має пряме продовження у вигляді повнометражного фільму «Conqueror of Shamballa», що вийшов у 2005 році. Друга аніме-адаптація більш точно слідує сюжету манґи.